# Amadense Esporte Clube
O Amadense Esporte Clube é um clube de futebol brasileiro da cidade de Tobias Barreto do estado de Sergipe. Foi fundado dia 23 de agosto de 1981 e suas cores são o verde e o branco. Manda seus jogos no Estádio Antônio Brejeiro, o Brejeirão na Cidade de Tobias Barreto - SE. Em 2014 o Amadense conquistou o seu 1º título da Copa Governo do Estado, conquistando acesso para a Copa do Brasil 2015.

## Títulos
| Estadual | Estadual          | Estadual | Estadual   |
|          | Competição        | Títulos  | Temporadas |
| -------- | ----------------- | -------- | ---------- |
|          | Copa Governador   | 1        | (2014)     |
|          | Série A2          | 1        | (1989)     |
|          | Torneio da Morte* | 1        | (2016)     |

- Torneio da Morte é um título simbólico que a FSF da ao clube que terminar o Quadrangular da Permanência em primeiro.

## Campanhas de Destaque
- 4º Lugar: Campeonato Sergipano da Primeira Divisão de 2000
- 4º Lugar: Campeonato Sergipano da Primeira Divisão de 2001
- 2º Lugar: Campeonato Sergipano da Segunda  Divisão de 2005
- 2º Lugar: Campeonato Sergipano da Segunda  Divisão de 2013

## Estatísticas

### Participações
|  | Participações em 2024 |

| Competição | Competição           | Temporadas | Melhor campanha                 | Estreia | Última | A | R |
| Sergipe    | Campeonato Sergipano | 13         | 4º colocado (2000, 2001 e 2017) | 1989    | 2018   |   | 4 |
| Sergipe    | Série A2             | 810        | Campeão (1989)                  | 1989    | 2024   | 3 |   |
| Sergipe    | Copa Governador      | 1          | Campeão (2014)                  | 2014    | 2014   |   |   |
| Brasil     | Copa do Brasil       | 1          | 69º colocado (2015)             | 2015    | 2015   |   |   |